# Günter Krüger (judoka)
Günter Krüger (10 de enero de 1953) es un deportista de la RDA que compitió en judo. Ganó cinco medallas en el Campeonato Europeo de Judo entre los años 1974 y 1979.

## Palmarés internacional
| Campeonato Europeo | Campeonato Europeo    | Campeonato Europeo | Campeonato Europeo |
| Año                | Lugar                 | Medalla            | Categoría          |
| ------------------ | --------------------- | ------------------ | ------------------ |
| 1974               | Londres (Reino Unido) | Medalla de oro     | –70 kg             |
| 1975               | Lyon (Francia)        | Medalla de bronce  | –70 kg             |
| 1977               | Ludwigshafen (RFA)    | Medalla de bronce  | –71 kg             |
| 1978               | Helsinki (Finlandia)  | Medalla de oro     | –71 kg             |
| 1979               | Bruselas (Bélgica)    | Medalla de bronce  | –71 kg             |